# Friedrich Voltz
Pour les articles homonymes, voir Voltz.

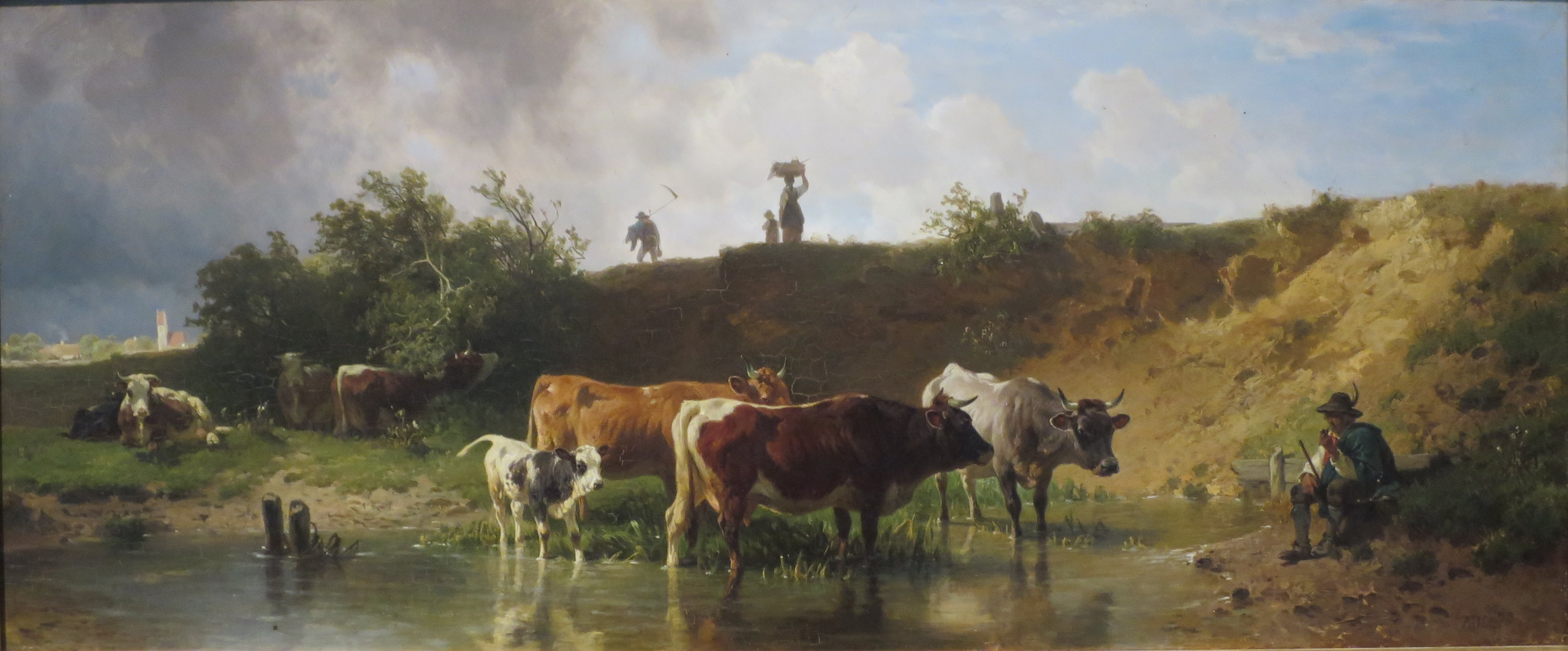
Paysage avec vaches (1877), Bergen Kunstmuseum.

Johann Friedrich Voltz, né le 31 octobre 1817 à Nördlingen et mort le 25 juin 1886 à Munich, est un peintre bavarois.
Peintre animalier et paysagiste, il est rattaché à l'école de Munich.

## Biographie
Friedrich Voltz reçoit une première instruction de son père, le peintre, graveur et illustrateur Johann Michael Voltz qui lui apprend l'eau-forte. Il entre en 1834 à l'académie des beaux-arts de Munich et s'intéresse aux peintres néerlandais de l'Alte Pinakothek et à la nature. Il est influencé par Albrecht Adam, Carl Spitzweg et Eduard Schleich. Il peint quelques vaches dans les paysages d'Eduard Schleich. jusqu'à la fin des années 1830, il utilise l'eau-forte et la lithographie et peint aussi des paysages de montagnes de Bavière.
En 1841, en voyant Le Jeune Taureau de Paulus Potter, il décide de se consacrer à la peinture animalière. Il revient dans les plaines bavaroises autour du lac de Starnberg et peint des pâturages du bétail, de chevaux, de moutons et de chèvres. En 1846, il va en Belgique et en Hollande et recrée l'ambiance des peintures flamandes en compagnie de Christian Ernst Bernhard Morgenstern et Eduard Schleich. Au début des années 1850, il crée de nombreux paysages avec des troupeaux dans de larges tableaux et se concentre sur la lumière en donnant une teinte chaude et dorée. Il montre les animaux couchés ou debout, sans mouvement majeur, dans un jeu de lumière et d'ombre pittoresque. Si dans les années 1840 Friedrich Voltz fait les portraits simples des vaches et des chevaux, il prend conscience de l'évolution de l'agriculture et de l'élevage.
Voltz est considéré à l'époque comme le plus grand peintre allemand des animaux. Anton Braith lui succédera dans ce domaine. Ses tableaux sont conservés, entre autres, à la Neue Pinakothek de Munich, au musée de Cologne[Lequel ?] et à la Alte Nationalgalerie de Berlin.